# HY-6 (航空機)
HY-6
珠海航空ショーでの西安HY-6
- 用途：空中給油機
- 製造者：西安飛機工業公司
- 運用者： 中国人民解放軍空軍
- 初飛行：1990年
- 運用状況：推定20機が現役
- 原型機：H-6

HY-6（中国語:轟油6）は、ソ連のツポレフTu-16双発爆撃機を西安飛機工業公司が国産化したH-6爆撃機を基に空中給油機に改造した機体である。H-6Uとも呼称される。
1990年に初飛行し、1993年にJ-8D戦闘機との空中給油訓練が開始された。2006年現在およそ20機が運用されていると見られている。ただし、Su-27やSu-30とは規格が合わないため中国人民解放軍は2005年に別途8機のIl-78空中給油機をロシアに発注した（ロシアとの間で調達価格などをめぐる紛糾が発生したため取り消してウクライナに中古のIl-78MPを3機発注）。

## 概要

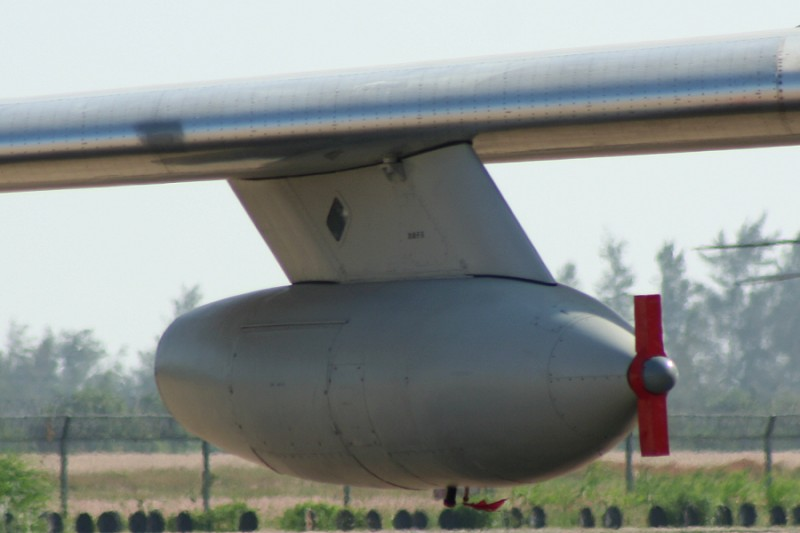
主翼下の空中給油ポッド

基本的にはH-6と構成は慣性航法装置や夜間給油用の装置が搭載され、主翼に給油ポッドが装備されている点が異なる。主翼外側に計2箇所設置された空中給油のためのRDC-1ポッドから給油ホースが伸びることで同時に2機の航空機に給油することが可能、操作は後部銃座があった箇所に設けられた空中給油オペレーター席より行う。このプローブ・アンド・ドローグ方式の空中給油は、中国では初めて導入された方式である。それまで中国には専用の空中給油機を配備することは無かった。HY-6は37tの燃料を搭載し、そのうち18.5tを給油できる。

## 推定諸元

### 仕様
- 乗員：3名
- 全長：34.8 m
- 全幅：34.2 m
- 全高：9.85 m
- 燃料搭載：37tうち18.5t給油可能（プローブアンドドローグ）
- 離陸重量：75.8t
- エンジン：WP-8（渦噴9）ターボジェットエンジン×2
- 推力：9.4tx2

### 性能
- 最大速度：1,041km/h
- 巡航速度：786km/h
- 戦闘行動半径：2000 km以上
- 実用上昇限度：13,100 m

### 装備
- 給油ポッドx2
- 給油航法装置
- 夜間給油統制装置